# Europese kampioenschappen schaatsen 2002
De Europese kampioenschappen schaatsen 2002 werden op 4, 5 en 6 januari 2002 gereden in de ijshal Gunda Niemann-Stirnemann Halle te Erfurt.
Titelverdedigers waren de Europees kampioenen van 2001 in Baselga di Pinè. Op de onoverdekte ijsbaan van Baselga di Pinè werden de Duitse Gunda Niemann en de Rus Dmitri Sjepel kampioen.
De Duitse Anni Friesinger en de Nederlander Jochem Uytdehaage werden Europees kampioen.
| Programma                                            | Programma                                               | Programma                              |
| vrijdag 4 januari                                    | zaterdag 5 januari                                      | zondag 6 januari                       |
| ---------------------------------------------------- | ------------------------------------------------------- | -------------------------------------- |
| 500 meter mannen 500 meter vrouwen 5000 meter mannen | 1500 meter vrouwen 1500 meter mannen 3000 meter vrouwen | 5000 meter vrouwen 10.000 meter mannen |

## Mannen

### Eindklassement
| Rang   | Schaatser            | Land        | Punten  | 500 m       | 5000 m       | 1500 m        | 10.000 m      |
| ------ | -------------------- | ----------- | ------- | ----------- | ------------ | ------------- | ------------- |
| Goud   | Jochem Uytdehaage    | Nederland   | 155,466 | 37,29 (4)   | 6.37,63 (2)  | 1.51,82 (5)   | 13.42,81 (5)  |
| Zilver | Carl Verheijen       | Nederland   | 156,532 | 38,48 (18)  | 6.37,54 (1)  | 1.51,77 (4)   | 13.40,85 (3)  |
| Brons  | Dmitri Sjepel        | Rusland     | 156,768 | 37,33 (5)   | 6.46,46 (13) | 1.51,06 (2)   | 13.55,44 (9)  |
| 4      | Eskil Ervik          | Noorwegen   | 157,321 | 38,38 (16)  | 6.41,18 (5)  | 1.53,16 (14)  | 13.42,06 (4)  |
| 5      | Petter Andersen      | Noorwegen   | 157,364 | 36,63 (1)   | 6.55,72 (23) | 1.49,73 (1)   | 14.11,73 (14) |
| 6      | André Vreugdenhil    | België      | 157,563 | 37,15 (3)   | 6.45,32 (12) | 1.53,01 (11)  | 14.04,22 (13) |
| 7      | Roberto Sighel       | Italië      | 157,628 | 37,73 (11)  | 6.43,28 (8)  | 1.53,15 (13)  | 13.57,09 (10) |
| 8      | Jelmer Beulenkamp    | Nederland   | 157,923 | 37,85 (13)  | 6.43,86 (10) | 1.53,12 (12)  | 13.59,62 (11) |
| 9      | Paweł Zygmunt        | Polen       | 157,930 | 38,66 (20)  | 6.42,26 (6)  | 1.54,02 (23)  | 13.40,77 (2)  |
| 10     | Christian Breuer     | Duitsland   | 157,986 | 36,73 (2)   | 6.53,79 (22) | 1.51,87 (6)   | 14.11,75 (15) |
| 11     | Aleksandr Kibalko    | Rusland     | 158,463 | 37,49 (9)   | 6.44,57 (11) | 1.52,71 (10)  | 14.18,93 (16) |
| 12     | Johan Röjler         | Zweden      | 158,537 | 38,82 (22)  | 6.43,32 (9)  | 1.53,35 (16)  | 13.52,04 (8)  |
| 13     | Bart Veldkamp        | België      | 158,626 | 38,96 (25)  | 6.40,12 (3)  | 1.54,94 (25)  | 13.46,83 (6)  |
| 14     | Frank Dittrich       | Duitsland   | 158,737 | 39,36 (29)  | 6.41,14 (4)  | 1.55,75 (26)  | 13.33,61 (1)  |
| 15     | Stian Bjørge         | Noorwegen   | 158,857 | 38,82 (22)  | 6.42,96 (7)  | 1.54,92 (24)  | 13.48,70 (7)  |
| 16     | Enrico Fabris        | Italië      | 159,366 | 38,65 (19)  | 6.47,82 (14) | 1.53,27 (15)  | 14.03,57 (12) |
| NC17   | Jan Friesinger       | Duitsland   | 116,068 | 37,79 (12)  | 6.48,18 (17) | 1.52,38 (8)   |               |
| NC18   | Danny Leger          | Duitsland   | 116,479 | 38,19 (14)  | 6.49,33 (19) | 1.52,07 (7)   |               |
| NC19   | Vesa Rosendahl       | Finland     | 116,938 | 37,42 (8)   | 7.03,52 (25) | 1.51,50 (3)   |               |
| NC20   | Sebastian Falk       | Zweden      | 117,924 | 38,67 (21)  | 6.53,38 (21) | 1.53,75 (19)  |               |
| NC21   | Zsolt Baló           | Hongarije   | 118,017 | 37,36 (7)   | 7.11,44 (29) | 1.52,54 (9)   |               |
| NC22   | Rutger Elsinga       | Nederland   | 118,046 | 39,35 (28)  | 6.48,06 (15) | 1.53,67 (17)  |               |
| NC23   | Cédric Kuentz        | Frankrijk   | 118,676 | 38,47 (17)  | 7.03,16 (24) | 1.53,67 (17)  |               |
| NC24   | Risto Rosendahl      | Finland     | 119,765 | 37,34 (6)   | 7.24,62 (32) | 1.53,89 (21)  |               |
| NC25   | Andriy Fomin         | Oekraïne    | 120,355 | 37,67 (10)  | 7.19,72 (31) | 1.56,14 (27)  |               |
| NC26   | Martin Feigenwinter  | Zwitserland | 120,646 | 40,68 (32)  | 6.48,16 (16) | 1.57,45 (28)  |               |
| NC27   | Vitali Rogovtsev     | Wit-Rusland | 121,357 | 39,10 (27)  | 7.10,87 (27) | 1.57,51 (29)  |               |
| NC28   | Marius Băcilă        | Roemenië    | 121,944 | 39,56 (30)  | 7.11,21 (28) | 1.57,79 (31)  |               |
| NC29   | Miroslav Vtípil      | Tsjechië    | 122,146 | 40,21 (31)  | 7.06,83 (26) | 1.57,76 (30)  |               |
| NC30   | Artjom Detisjev      | Rusland     | 130,225 | 51,41 (33f) | 6.48,52 (18) | 1.53,89 (21)  |               |
| NC31   | Christian Zoller     | Oostenrijk  | 135,999 | 38,88 (24)  | 7.18,63 (30) | 2.39,77 (32f) |               |
| DQ3    | Marnix ten Kortenaar | Oostenrijk  | 80,208  | 39,08 (26)  | 6.51,28 (20) | - (DQ)        |               |
| DQ2    | Vadim Sajoetin       | Rusland     | 76,266  | 38,31 (15)  | 6.44,05 (DQ) | 1.53,87 (20)  |               |

## Vrouwen

### Deelname
De vrouwen streden voor de 27e keer om de Europese titel. Ze deden dit voor de tweede keer in Duitsland, in 1989 werd het kampioenschap op de buitenijsbaan Horst Dohm Stadion in toen nog West-Berlijn (West-Duitsland) verreden. Vijfentwintig deelneemsters uit twaalf landen namen aan dit kampioenschap deel. Elf landen, Duitsland (4), Nederland (4), Rusland (4), Roemenië (3), Noorwegen (2), Polen (2), Finland (1), Hongarije (1), Italië (1), Oostenrijk (1) en Wit-Rusland (1), waren ook vertegenwoordigd op het EK in 2001. Letland (1) in 2001 afwezig, was op dit kampioenschap weer present. Oekraïne vaardigde dit jaar geen deelneemster af. Vier vrouwen maakten hun EK debuut.
De Duitse Anni Friesinger werd voor de tweede keer Europees kampioene, in 2000 behaalde ze deze titel voor de eerste keer. Ze nam voor de derde keer op het erepodium plaats, in 1998 werd ze derde. Op plaats twee werd ze geflankeerd door haar landgenote en eenmalig Europees kampioene (1998) Claudia Pechstein die voor de vijfde keer op het erepodium plaatsnam. De Nederlandse Renate Groenewold completeerde het eindpodium van het Europees Kampioenschap. Zij nam voor de tweede keer plaats op het erepodium, ook in 2000 werd zij derde.
Naast Groenewold eindigden nog twee Nederlandse deelneemsters in de top tien. Tonny de Jong werd vierde en debutante Marja Vis eindigde op de zesde positie. De vierde deelneemster, Barbara de Loor, eindigde op de elfde plaats in het eindklassement.

### Afstandmedailles
De Nederlandse deelneemsters wonnen op dit kampioenschap drie afstandmedailles. Tonny de Jong behaalde haar veertiende afstandmedaille middels de bronzen medaille op de 500 meter. Renate Groenewold won voor het derde opeenvolgende jaar twee afstandmedailles. Dit jaar zilver op de 3000 en brons op de 5000 meter.
Claudia Pechstein voegde vier afstandmedailles aan haar totaal toe en kwam op dit kampioenschap tot achttien (5-8-5) stuks. Hiermee passeerde ze Andrea Mitscherlich (13-3-1) en Emese Hunyady (7-3-7) die beide tot zeventien medailles kwamen. Alleen Gunda Niemann-Stirnemann met vierenveertig afstandmedailles (28-10-6) won er meer. Europees kampioene Anni Friesinger bracht haar totaal tot negen afstandmedailles en de Russin Varvara Barisjeva behaalde haar eerste medaille.
| Afstand | Goud              | Zilver            | Brons             |
| ------- | ----------------- | ----------------- | ----------------- |
| 500m    | Anni Friesinger   | Claudia Pechstein | Tonny de Jong     |
| 1500m   | Anni Friesinger   | Claudia Pechstein | Varvara Barysjeva |
| 3000m   | Anni Friesinger   | Renate Groenewold | Claudia Pechstein |
| 5000m   | Claudia Pechstein | Anni Friesinger   | Renate Groenewold |

### Eindklassement
Achter de namen staat tussen haakjes bij meervoudige deelname het aantal deelnames
| Rang   | Schaatsster                | Land        | Punten  | 500 m      | 1500 m       | 3000 m       | 5000 m       |
| ------ | -------------------------- | ----------- | ------- | ---------- | ------------ | ------------ | ------------ |
| Goud   | Anni Friesinger (4)        | Duitsland   | 164,220 | 39,67 (1)  | 1.58,73 (1)  | 4.12,33 (1)  | 7.09,19 (2)  |
| Zilver | Claudia Pechstein (10)     | Duitsland   | 165,587 | 40,16 (2)  | 2.00,78 (2)  | 4.13,58 (3)  | 7.09,04 (1)  |
| Brons  | Renate Groenewold (4)      | Nederland   | 166,729 | 40,69 (5)  | 2.01,33 (5)  | 4.13,27 (2)  | 7.13,85 (3)  |
| 4      | Tonny de Jong (8)          | Nederland   | 166,763 | 40,17 (3)  | 2.01,14 (4)  | 4.15,86 (5)  | 7.15,70 (4)  |
| 5      | Varvara Barysjeva (4)      | Rusland     | 167,685 | 40,22 (4)  | 2.00,87 (3)  | 4.17,90 (8)  | 7.21,92 (7)  |
| 6      | Marja Vis                  | Nederland   | 168,475 | 41,16 (9)  | 2.02,46 (6)  | 4.15,78 (4)  | 7.18,65 (5)  |
| 7      | Daniela Anschütz (4)       | Duitsland   | 169,067 | 41,17 (10) | 2.02,82 (8)  | 4.17,53 (6)  | 7.20,36 (6)  |
| 8      | Tatyana Trapeznikova (5)   | Rusland     | 169,207 | 41,15 (8)  | 2.02,71 (7)  | 4.17,69 (7)  | 7.22,06 (8)  |
| 9      | Valentina Jaksjina         | Rusland     | 170,749 | 42,08 (17) | 2.03,31 (9)  | 4.19,58 (9)  | 7.23,03 (9)  |
| 10     | Anette Tønsberg (10)       | Noorwegen   | 171,780 | 41,79 (15) | 2.03,43 (10) | 4.23,85 (13) | 7.28,72 (11) |
| 11     | Barbara de Loor (6)        | Nederland   | 171,828 | 40,92 (6)  | 2.05,39 (16) | 4.23,40 (12) | 7.32,12 (12) |
| 12     | Tatyana Sjachkova (3)      | Rusland     | 171,932 | 42,36 (20) | 2.03,71 (11) | 4.22,99 (10) | 7.25,05 (10) |
| 13     | Emese Dörfler-Antal (9)    | Oostenrijk  | 172,052 | 41,10 (7)  | 2.03,92 (12) | 4.23,38 (11) | 7.37,50 (15) |
| 14     | Katrin Kalex               | Duitsland   | 172,724 | 41,62 (13) | 2.04,29 (14) | 4.24,73 (14) | 7.35,53 (13) |
| 15     | Nicola Mayr (3)            | Italië      | 173,542 | 41,48 (12) | 2.05,81 (18) | 4.26,89 (17) | 7.36,45 (14) |
| 16     | Katarzyna Wójcicka (4)     | Polen       | 174,715 | 42,18 (19) | 2.06,60 (20) | 4.25,63 (15) | 7.40,64 (16) |
| NC17   | Svetlana Tsjepelnikova (4) | Wit-Rusland | 127,976 | 41,90 (16) | 2.04,78 (15) | 4.26,90 (18) |              |
| NC18   | Andreea Jakab (3)          | Roemenië    | 128,286 | 42,51 (21) | 2.04,03 (13) | 4.26,60 (16) |              |
| NC19   | Daniela Oltean (4)         | Roemenië    | 129,551 | 42,81 (23) | 2.05,93 (19) | 4.28,59 (19) |              |
| NC20   | Krisztina Egyed (6)        | Hongarije   | 129,896 | 41,47 (11) | 2.05,68 (17) | 4.39,20 (23) |              |
| NC21   | Annette Bjelkevik (2)      | Noorwegen   | 131,346 | 41,74 (14) | 2.08,65 (22) | 4.40,34 (24) |              |
| NC22   | Ilonda Lūse (7)            | Letland     | 131,352 | 42,17 (18) | 2.08,72 (23) | 4.37,66 (22) |              |
| NC23   | Monika Clapa               | Polen       | 131,449 | 43,16 (24) | 2.08,57 (21) | 4.32,60 (20) |              |
| NC24   | Johanna Laine (3)          | Finland     | 132,386 | 42,67 (22) | 2.10,61 (24) | 4.37,08 (21) |              |
| NC25   | Dana Ionescu (3)           | Roemenië    | 134,896 | 43,83 (25) | 2.11,45 (25) | 4.43,50 (25) |              |